# Сераб
Сераб (азерб. Sərab, перс. سراب‎, курд. Serab) — город в остане Восточный Азербайджан Ирана. С 1747 года по 1813 год город был столицей Сарабского ханства.

## Известные уроженцы
- Джаханбахт Тофиг — первый иранский чемпион мира (1954) по вольной борьбе .
- Шах-Касим аль-Анвар(1356–1434 гг.) — азербайджанский поэт начала XV века. Получил образование в Ардебиле, но переехал в Герат. Его подробную биографию излагает Камаладдин Абдарраззак Самарканди в работе «Матла ас-садайн ва маджма ал-бахрайн». В 1426 году Анвар был сослан в Самарканд по подозрению в покушении на жизнь правителя, но подозрение не подтвердилось. Современники писали, что основной причиной изгнания были большие знания, большой талант и популярность суфийского лидера Анвара. Анвар написал трактат «Бейан-е вагие дидан-е амир-Теймур», где описал последствия походов Тимура в виде сна. Алишер Навои в работе «Меджалис ан-нафаис» пишет, что еще в 3 – 4-летнем возрасте он знал стихи Анвара наизусть, так как постоянно слышал их от взрослых. После смерти К. Анвара по приказу Навои был выстроен мавзолей в местечке Джам, сохранившийся до сих пор.
- Шейх Абд-оль-Хусейн (алламе) Амини (عبدالحسین امینی) — великий Исламский теолог, правовед, историк мирового значения (автор книги Al-Ḡadīr fi’l-Ketāb wa’l-Sonna wa’l-Adab).
- Аятолла Малякути хаджи Мирза-Муслим — видный исламский учёный-исследователь, арабист-историк, государственный деятель, имам-джум’а провинции Восточный Азербайджан, ведущий член Консультативно-Наблюдательного Совета ИРИ (маджлис-е-хебрегян)
- Ага Нейматулла — советский и азербайджанский нефтяник, дважды лауреат Сталинской премии.
- Ибрагимов, Зульфали Имамали оглы — историк, член-корреспондент АН Азербайджанской ССР.
- Ибрагимов, Мирза Аждар оглы — академик АН Азербайджанской ССР, Герой Социалистического Труда, депутат Верховного совета СССР, член Центральной ревизионной комиссии КПСС (1956—1961). Председатель Советского Комитета солидарности со странами Азии и Африки, Председатель Президиума Верховного совета Азербайджанской ССР(1954—1958). Председатель правления Союза писателей Азербайджана(1948—1954, 1981—1991), министр просвещения Азербайджанской ССР (1942—47)
- Мехтиев Шафаят Фархад оглы (с. Шалгун) — азербайджанский советский учёный, геолог-нефтяник, педагог, доктор наук, академик АН Азербайджанской ССР. Один из авторов и редактор многотомного труда «Геология Азербайджана» (1952—1961)
- Касумов Мир Башир Фаттах оглы (c. Дашбулаг) — советский азербайджанский государственный деятель, Председатель Президиума Верховного Совета Азербайджанской ССР (1938—1949).
- Ибраги́мов Аждар Муталлимович (c. Эйвяг)— известный советский, российский, азербайджанский и туркменский кинорежиссёр, сценарист, педагог. Народный артист СССР(1991).
- Нагиев, Муртуза Фатулла оглы —  выдающийся азербайджанский ученый в области химии и технологии нефти, академик Академии наук Азербайджанской ССР, создатель учения о рециркуляционных процессах в химической технологии.
- Ага Муса Нагиев (сел.Мехраван) — известный бакинский нефтепромышленник, благотворитель и меценат царской России конца XIX — начала XX веков.
- Хаджи Зейналабидин Тагиев (с. Тикмедаш) —  бакинский миллионер, действительный статский советник, благотворитель, меценат царской России конца XIX — начала XX веков.
- Рза Афганлы (Джафар-заде) — советский азербайджанский актёр. Народный артист Азербайджанской ССР (1943). Лауреат Сталинской премии второй степени (1948).
- Газанфар Ализаде (1910 г.) —  азербайджанский советский архитектор, доктор архитектуры (1965), профессор (1970), заслуженный строитель АзССР (1960)
- Мирзаджанзаде Азад (1928-2006)  —  основоположник фундаментальных научных направлений по механике, технике, технологии и эксплуатации нефтяных и газовых месторождений (АПА). Им созданы теоретические основы газоконденсатных и неньютоновских нефтяных месторождений. Удостоен премии имени И.М.Губкина. Является инициатором применения в нефтегазодобывающей отрасли физико-химической механики, математического моделирования, многих математических статических методов, теорий игр и принятия решения, автоматического управления и самообразования и многих других теорий. Автор книг "Парадоксы нефтяной физики", "Введение в специальность", "Этюды о творчестве", "Математическая мозаика", "Этюды о гуманитаризации образования", "О пути в XXI век" и др. Почетный член Башкирской академии наук, президент Международной восточной нефтяной академии, действительный член Украинской нефтегазовой академии, действительный иностранный член Российской академии естественных наук. Автор 373 научных работ, в т.ч. изданных за рубежом  206.  Автор 54 научных изобретений. Подготовил 500 кандидатов наук и свыше 120 докторов наук.
- Гусейнзаде Мехти Ганифа оглы (Михайло)  —  югославский партизан. Родился 22 декабря 1918 в Баку в семье рабочего, уроженца г. Сараб. В 1932 году поступил в Азербайджанскую художественную школу, в 1937 году стал студентом Ленинградского института иностранных языков, в 1940 году, возвратившись в Баку, продолжил свое образование в Азербайджанском педагогическом институте имени В.И. Ленина. В Советской Армии с 1941. Окончил Тбилисское военное пехотное училище в 1942. 16 ноября 1944 года Гусейнзаде отправился на выполнение очередного боевого задания.  В селе Витовлье он наткнулся на фашистскую засаду. Герой отстреливался, последнюю пулю он пустил себе в сердце. Звание Героя Советского Союза Мехти Гусейнзаде посмертно присвоено 11 апреля 1957 года. Награжден орденом Ленина. Похоронен в местечке Чепован (западнее города Любляна, Югославия).
- Гулам Мамедли (1897-1994) — публицист, театровед, литературный критик, заслуженный журналист, член Союза писателей, заслуженный деятель культуры Азербайджанской ССР,
- Мухаммед (Фатуллазаде) Фатхуллах оглу (с.Човуш) — один из нескольких основателей Всероссийской подпольной организации(партии) "Адалят фиркасы"(официальный председатель партии - Асадулла Гафарзаде), состоявшей сугубо из выходцев из Иранского Азербайджана, которая имела подпольные ячейки в 54-х городах Российской империи. Партия стояла на позициях исламского социализма и традиционалистского всеиранского патриотизма. По его личной рекомендации был принят в ряды партии Сейид Джафар Пишевари в юном возрасте. Репрессирован по обвинению в троцкизме в 1938 г.; сослан на каторгу примерно в возрасте 60+ лет в Республику Коми, где и погиб.
- Таир Теймур оглы Салахов (род. 29.11.1929 в семье сарабского переселенца ) — советский, азербайджанский и российский художник-живописец, театральный художник, педагог, профессор. Вице-президент Российской академии художеств (с 1997). Академик АХ СССР (1975; член-корреспондент 1966). Герой Социалистического Труда (1989). Народный художник СССР (1973). Лауреат двух Государственных премий Азербайджанской ССР (1965, 1970), Государственной премии СССР (1968) и Государственной премии РФ (2012).
- Теймур Салахов (1879-1938) — являясь переселенцем из Сарабского махала начал свою жизненную карьеру рабочим-отходником на нефтепромыслах. Будучи активистом рабочего движения (участник Балаханского восстания рабочих в 1906-м г.) с 1919 г. стал членом РКП(б). Завершив обучение в Высшей партийной школе, работал секретарем  Дашкесанского, а затем Лачинского  РК КП Азербайджана. С 1936 г. уволен с партийной работы, с 1937 г. исключен из рядов  РКП(б), далее по сфабрикованному стандартному обвинению репрессирован и расстрелян в 1938 г. "за принадлежность к антипартийной троцкистской группировке".